# Munglinup
Munglinup város Ausztráliában, Nyugat-Ausztrália Goldfields-Esperance régiójában, Ravensthorpe kistérségben, Perthtől 623 kilométernyire délkeletre, a South Coast Highway mentén, Ravensthorpe és Esperance között. A várostól nem messze folyik a Manglinup folyó.
A „munglinup” szó az ausztrál őslakosoktól ered, ám mai napig nem tudjuk jelentését. E kifejezés már az 1868-as évek óta látható a térképeken.
A régióban először az 1950-es évek végén kezdtek el mezőgazdasági termeléssel foglalkozni, majd a közösség az 1960-as évek elején kérte egy település létrehozását Ravensthorpe és Esperance között. A felmérési munkákat követően 1962-ben vált hivatalosan is elismert várossá a közösség.

## Fordítás
Ez a szócikk részben vagy egészben  a   Munglinup, Western Australia című angol Wikipédia-szócikk ezen változatának fordításán alapul.  Az eredeti cikk szerkesztőit annak laptörténete sorolja fel. Ez a jelzés csupán a megfogalmazás eredetét és a szerzői jogokat jelzi, nem szolgál a cikkben szereplő információk forrásmegjelöléseként.